# نادي غريسيا
نادي غريسيا هو نادي كرة قدم كوستاريكي من محافظة الأخويلا تأسس عام 1998 ويلعب في دوري كوستاريكا لكرة القدم.